# Hurricane (пісня Еден Голан)
«Hurricane» (укр. Ураган) — пісня ізраїльської співачки Еден Ґолан, з якою вона представляла Ізраїль на Пісенному конкурсі Євробачення 2024 в Мальме, Швеція після перемоги на національному відборі HaKokhav HaBa та вибору пісні національним мовником IPBC. «Hurricane» натхненна ізраїльським баченням атаки Хамас на Ізраїль у 2023 році та його емоційних наслідків для ізраїльтян.

## Про пісню та композицію
«Hurricane» написали Аві Огайон, Керен Пелес і Став Бегер. За словами Ерана Свісса з Israel Hayom, пісня детально описує історію «молодої жінки, яка виходить із особистої кризи». В інтерв'ю The Times of Israel Ґолан заявила, що, попри те, що знала, що участь у Євробаченні буде «непростою», все ж хотіла представляти Ізраїль: 
«через значення [пісні]… ми можемо принести все, що ми відчуваємо, і все, через що проходить країна, за ці три хвилини, щоб розповісти через пісню це для світу». 
Ханна Браун в аналітичному матеріалі для The Jerusalem Post написала, що ця пісня «про втрату та спокуту».
Пізніше Огайон, один з авторів пісні, заявив в інтерв'ю, що «ми знали, що збираємося писати про [ізраїльську] ситуацію… Ми намагалися зробити це якомога тонше, з підтекстом».
Повідомляється, що «Hurricane» — це переписаний варіант попередньої версії пісні під назвою «October Rain», шо сталося у відповідь на те, що Європейська мовна спілка не затвердила пісню з початковим текстом і назвою для участі. Ханна Браун згодом зазначила, що «Hurricane», зберігаючи ті ж повідомлення, що й «October Rain», використовує «більш поетичні, менш конкретні терміни».

Шайна Вайс, дослідниця ізраїльської попкультури, заявила: 
[Слова] «можуть означати багато різних речей. Можливо, саме так [пісня] була дозволена. Але очевидно, що вона означаює, коли мова йде про участь Ізраїлю на Євробаченні».
В іншому аналізі, проведеному Ліором Зальцманом із Kveller, була висловлена віра в те, що слова можна інтерпретувати як посилання на світові погляди на Ізраїль і підтримку повернення ізраїльських заручників із полону ХАМАС. Пізніше Зальцман додав, що зображення урагану «дуже дуже схоже описує стан розуму Ізраїлю після 7 жовтня».
За кілька годин до офіційного релізу пропалестинський прибічник опублікував «Hurricane» у Twitter та оголосив, що «Ізраїль вчиняє геноцид», пізніше заявивши, що пісню оприлюднили, щоб підтримати людей, які хотіли піратити її. «Hurricane» була офіційно випущена 10 березня 2024 року в спеціальній трансляції на ізраїльському каналі Kan 11.

## Музичне відео та просування
Разом із релізом пісні того ж дня вийшов супровідний кліп. Браун з The Jerusalem Post заявила, що, на її думку, музичне відео, у якому зображені танцюристи в полі, «чітко згадує» різанину на музичному фестивалі в Реїмі. В іншому аналізі звіту Ynet Шіра Даніно інтерпретував одяг як приховані повідомлення, пов'язані з нападом 7 жовтня. Одяг Ґолан, який мав дірку, вважався схожим на постріл; краватка-комірець, яку носили з іншим костюмом, вважалася символом жовтої стрічки, символу захисту інтересів звільнення полонених, утримуваних Хамасом. Крім того, танцюристи, які були в білому одязі на початку відео, а потім мали чорний одяг в кінці, символізували «білі свята на галявинах кібуців» і траур.

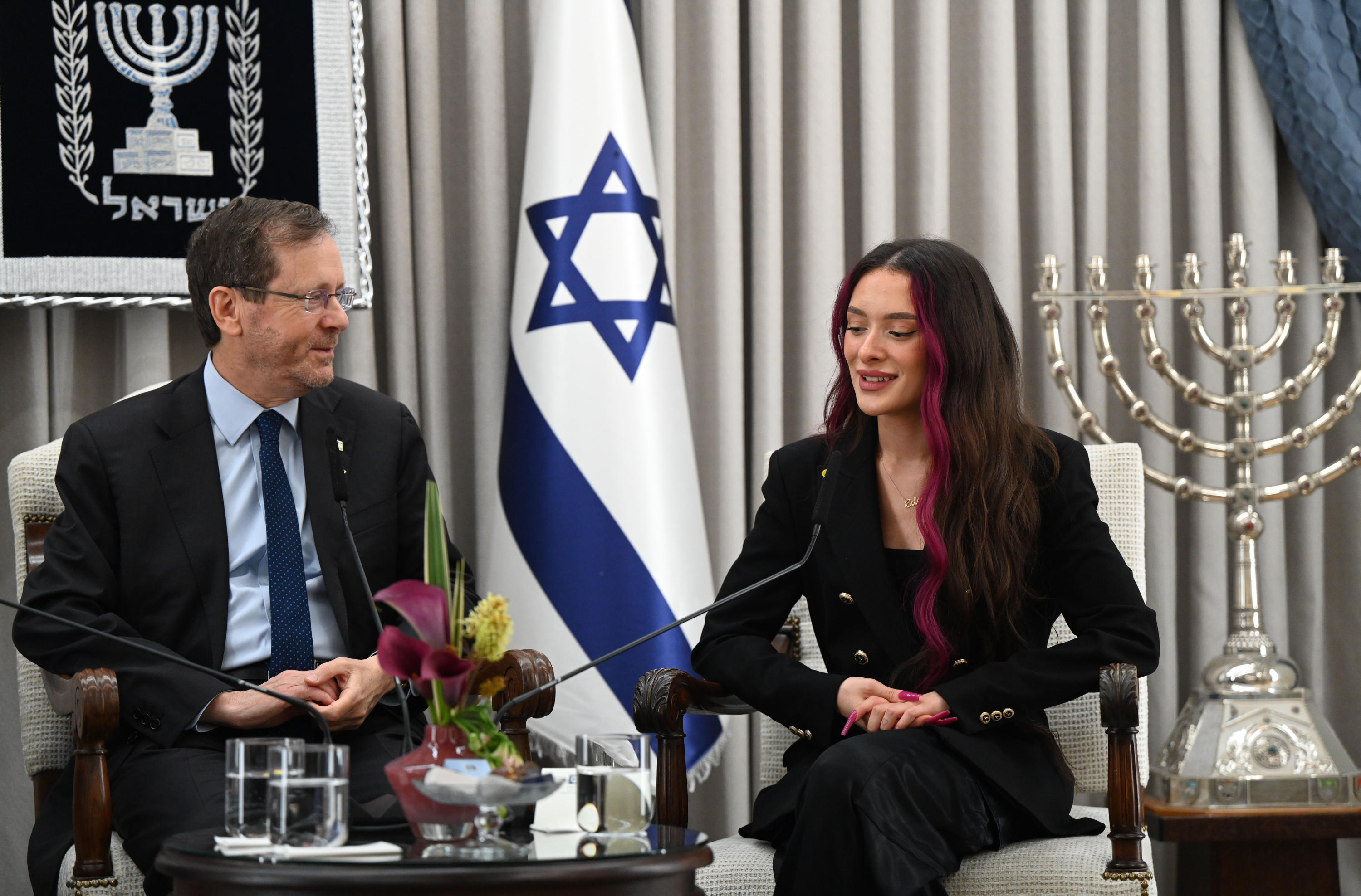
Ґолан і президент Ізраїлю Іцхак Герцоґ

Для просування пісні Ґолан прийняла запрошення зустрітися з президентом Ізраїлю Іцхаком Герцоґом. Ґолан не відвідувала жодної пре-паті Євробачення навіть попри на запрошення, хоча вона і з'явилася на заході для фанатів, організованому OGAE Israel для просування пісні.

## Пісенний конкурс Євробачення 2024

### HaKokhav HaBa та написання пісні
Ізраїльська телерадіокомпанія для пісенного конкурсу Євробачення, Israeli Public Broadcasting Corporation (IPBC/Kan), використала HaKokhav HaBa, реаліті-конкурс вокалістів, щоб вибрати свого представника для Пісенного конкурсу Євробачення 2024. Наприкінці змагань 7 лютого 2024 року Еден Ґолан стала переможницею та отримала право представляти Ізраїль на конкурсі. Процес написання пісні для заявки мовника розпочався три тижні потому, конкурсну пісню відібрав внутрішній комітет.

#### Суперечки, затримка затвердження ЄМС та наступні зміни
Згідно зі звітом Israel Hayom від 19 лютого, пісня спочатку мала назву «October Rain». Бегер пізно приєднався до процесу написання пісень, а пізніше вступив у суперечку з Огайоном щодо роялті. Через два дні автор Ynet Ран Бокер повідомив, що Європейська мовна спілка, відхилила «October Rain» через політичний зміст. У відповідь IPBC/Kan спочатку відповіла, що не буде змінювати текст чи його зміст, що ставило під загрозу участь країни на Євробаченні. У протилежній заяві троє авторів пісень пізніше заявили, що хоча вони не проти зміни тексту, вони не отримали конкретних інструкцій щодо того, що треба змінити для відповідності правилам. Пізніше Ґолан опублікувала заяву у відповідь на критику пісні, заявивши, що, хоча вона «знала про те, що відбувається [і] розуміла діалог», вона також продовжувала підготовку до участі в конкурсі.
Пізніші інформатори щодо тексту пісні «October Rain» від Israel Hayom і Ynet описали композицію як баладу, що досягає своєї кульмінації, натякаючи на «стан ізраїльських цивільних» під час нападу 7 жовтня разом із різинаною на музичному фестивалі в Реїмі. Після цього ще одну пісню під назвою «Dance Forever» відхилили 28 лютого, IPBC/Kan, попри свої попередні заяви, вирішив внести зміни до тексту пісні «October Rain» після того, як президент Ізраїлю тиснув на мовника, для внесення змін. Зміни та запис пісні, яка тепер має назву «Hurricane», завершилися 3 березня 2024 року. Після чергового перезапису на прохання ЄМС, остаточний варіант «Hurricane» був відправлений на затвердження 5 березня і був схалений ЄМС через два дні.

### На Євробаченні
Пісенний конкурс Євробачення 2024 відбувся на Мальме-Арені в Мальме, Швеція, і складався з двох півфіналів, які пройшли 7 і 9 травня відповідно, і фіналу, що відбувся 11 травня 2024 року. Під час жеребкування 30 січня 2024 року Ізраїль автоматично потрапив до другого півфіналу шоу, оскільки делегація країни попросила взяти участь саме в другому півфіналі, оскільки день репетиції першого припадав на Йом га-Шоа, День пам'яті жертв Голокосту.
Еден Ґолан виступила з піснею «Hurricane» у другій половині півфіналу Євробачення під чотирнадцятим номером. Співачка здобула 1 місце зі 194 балами від глядачів, що забезпечило Ізраїлю місце у фіналі конкурсу. Глядачі 9 країн віддали «Hurricane» свої 12 балів. Єдиним, від кого пісня не отримала жодного балу, стало Сан-Марино, в якому у півфіналі голосувало журі, оскільки країна не змогла забезпечити належне телеголосування.
У фіналі Ізраїль виступив шостим. Пісня «Hurricane» зібрала 52 бали від журі (12 місце) і 323 бали (2 місце) від глядачів. Ізраїльська представниця здобула максимальні 12 балів від глядачів чотирнадцяти країн: Австралії, Бельгії, Фінляндії, Франції, Німеччини, Італії, Люксембургу, Нідерландів, Португалії, Сан-Марино, Іспанії, Швеції, Швейцарії і Великої Британії, а також категорії «Решта світу». Єдиними країнами, від яких Ізраїль не отримав жодного балу ані від журі, ані від глядачів стали Хорватія та Україна. Так, у підсумку Ізраїль фінішував на Євробаченні 2025 на загальному 5 місці з 375 балами.

Фрагменти виступу на Євробаченні 2024
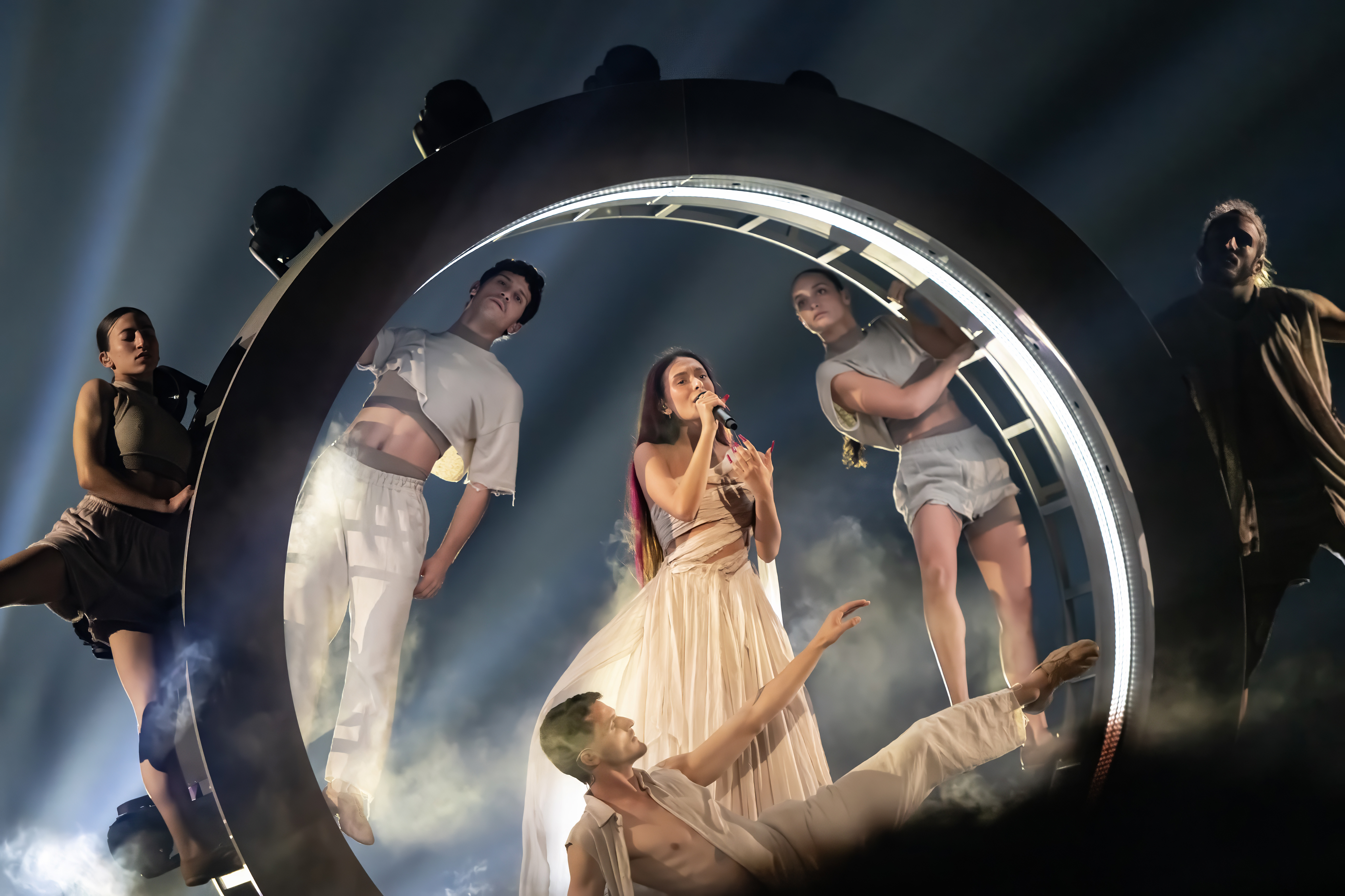
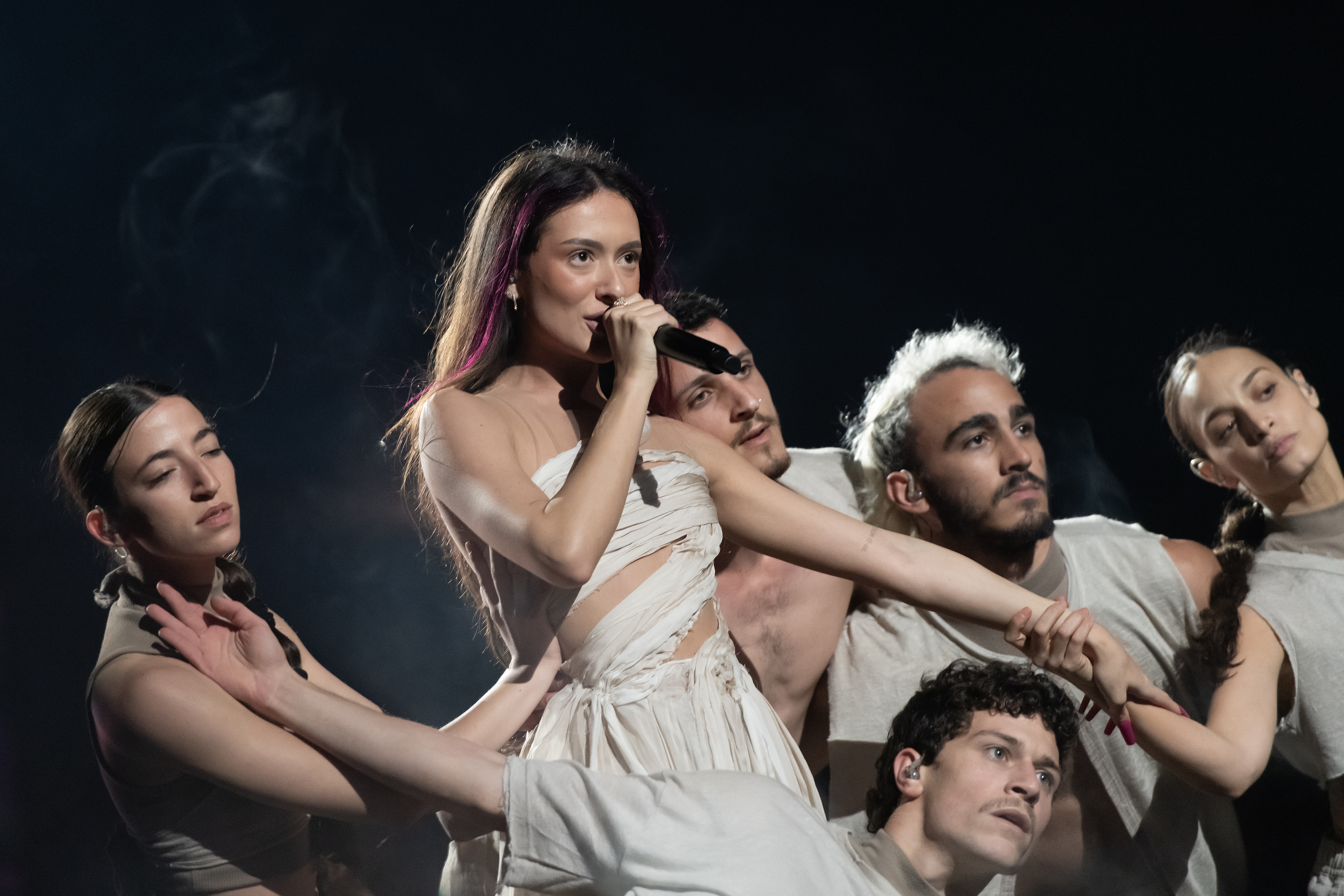
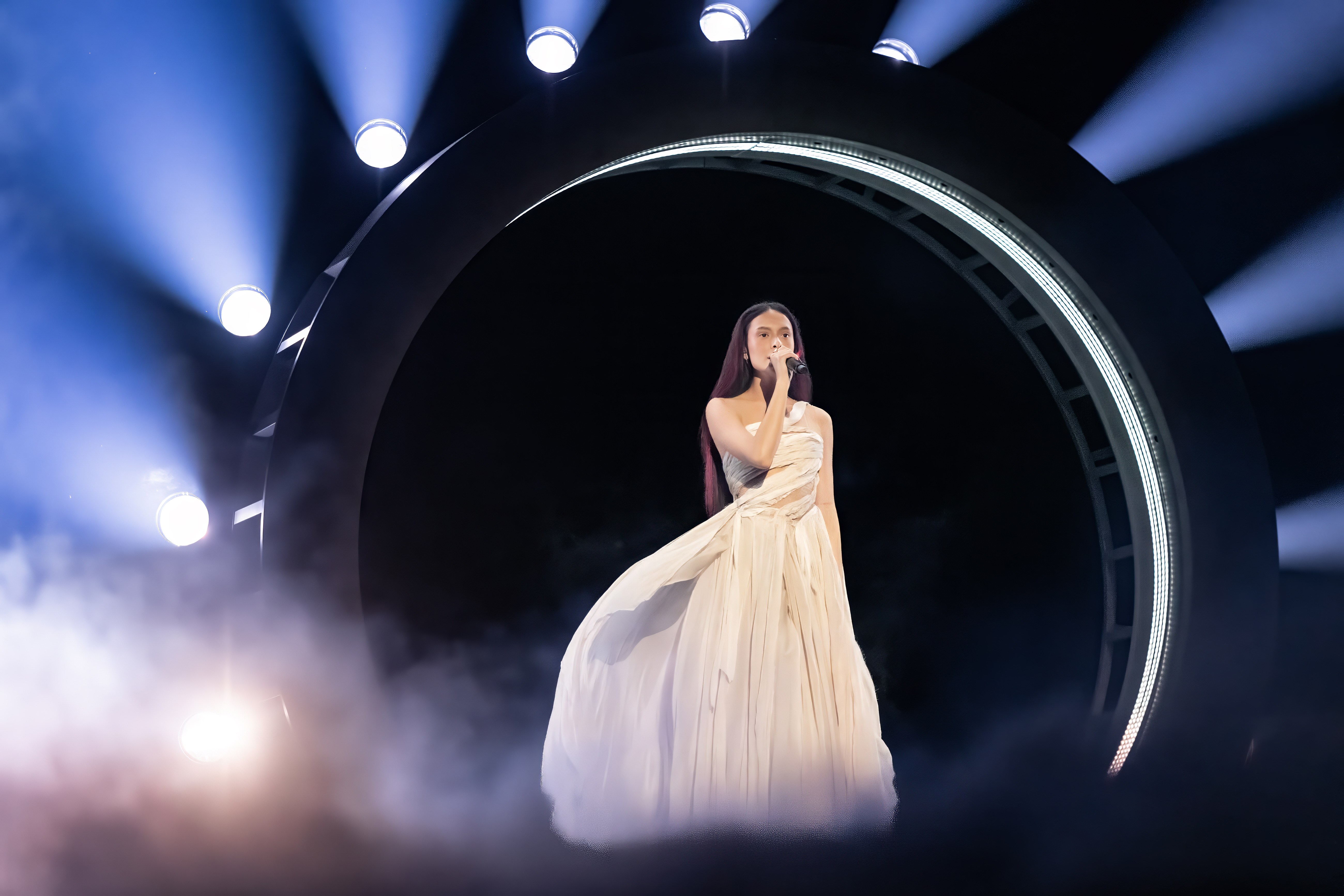
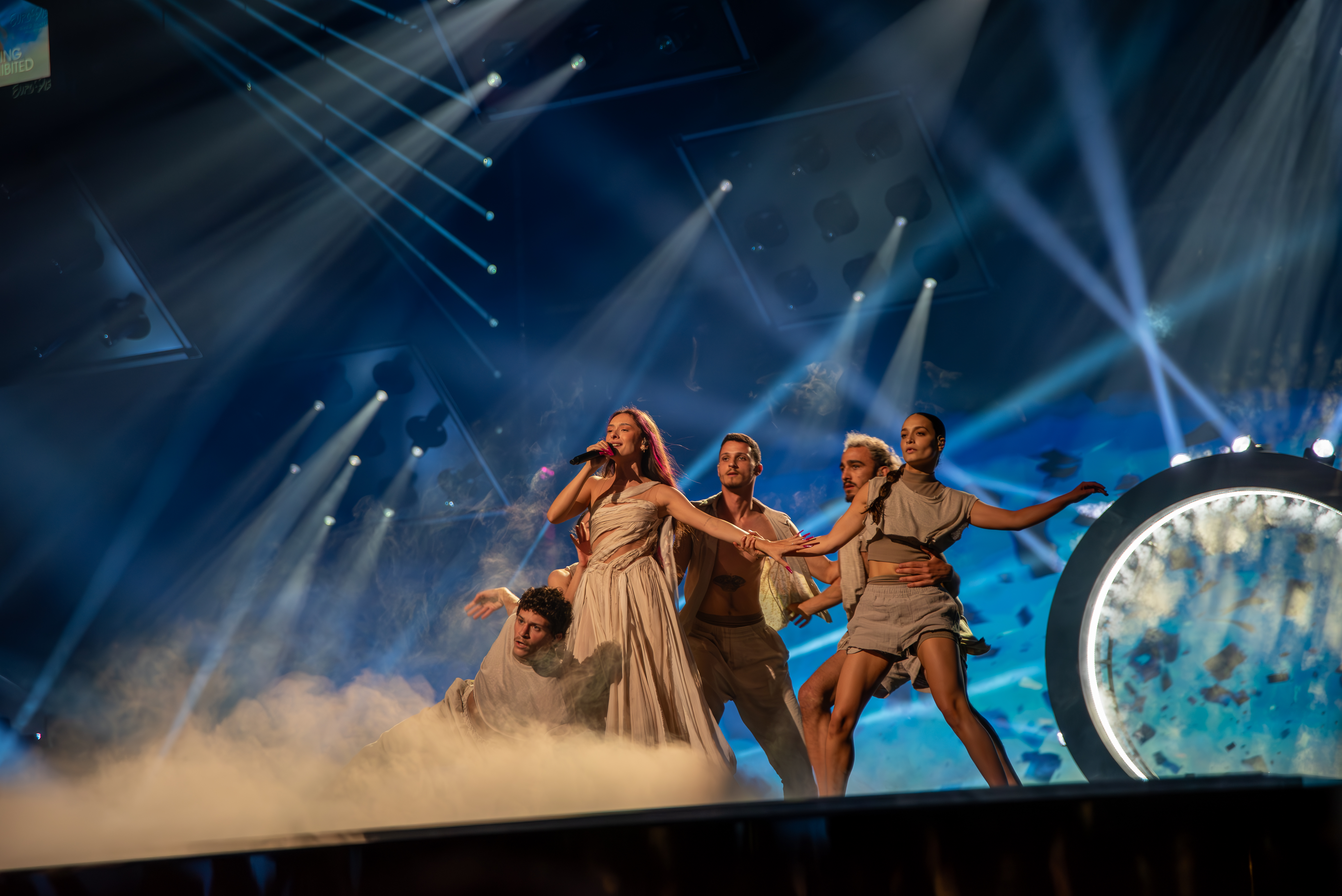
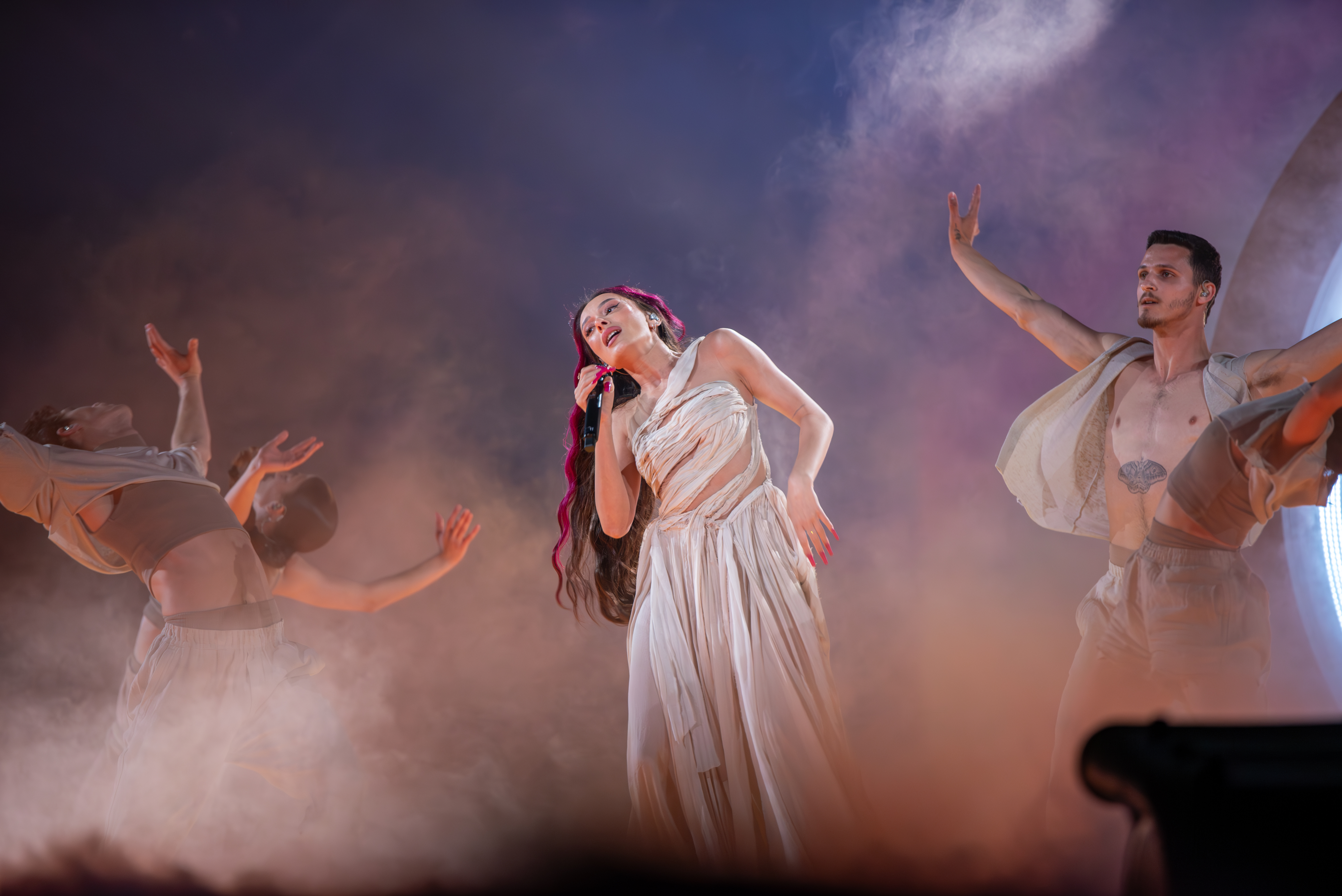
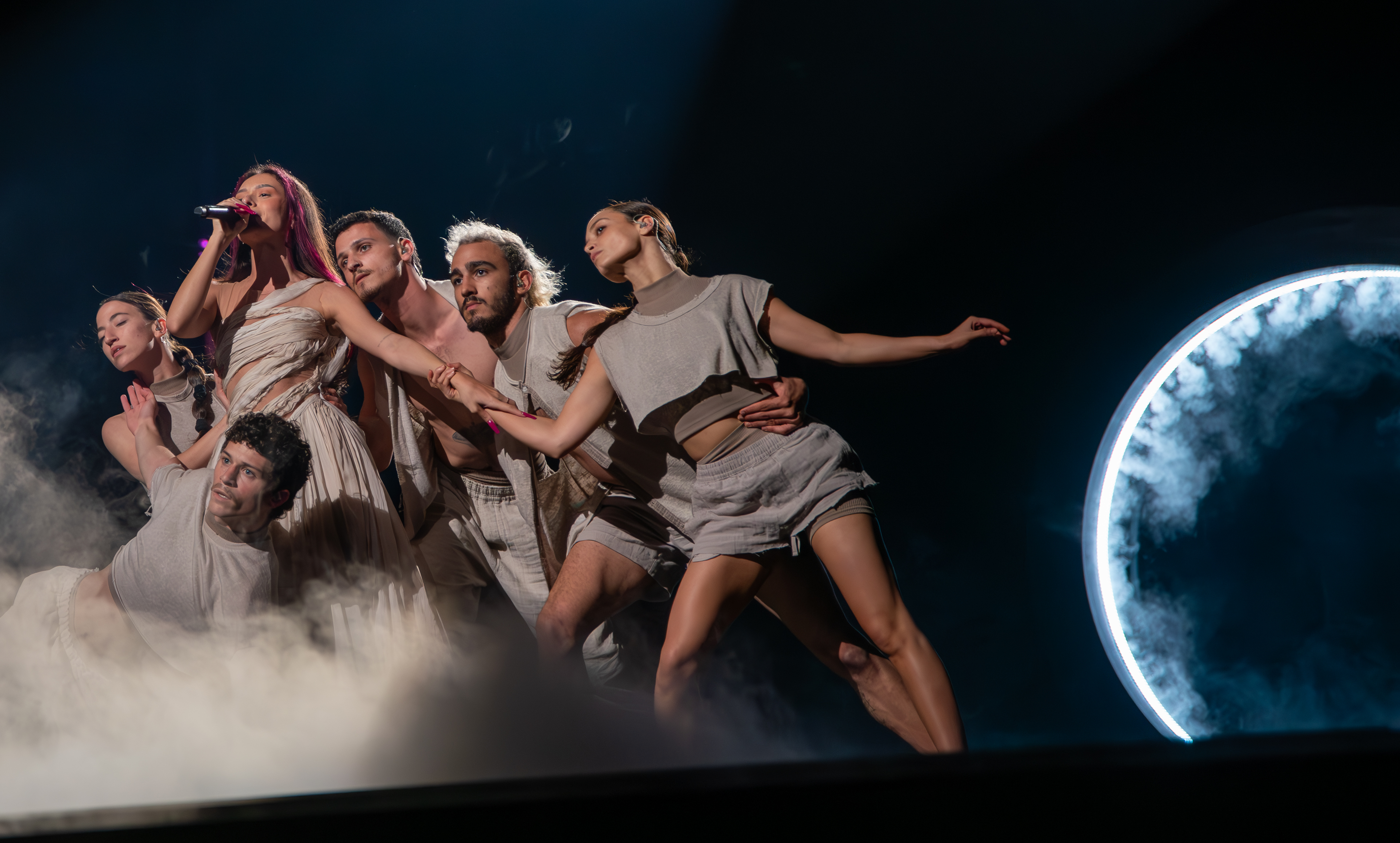
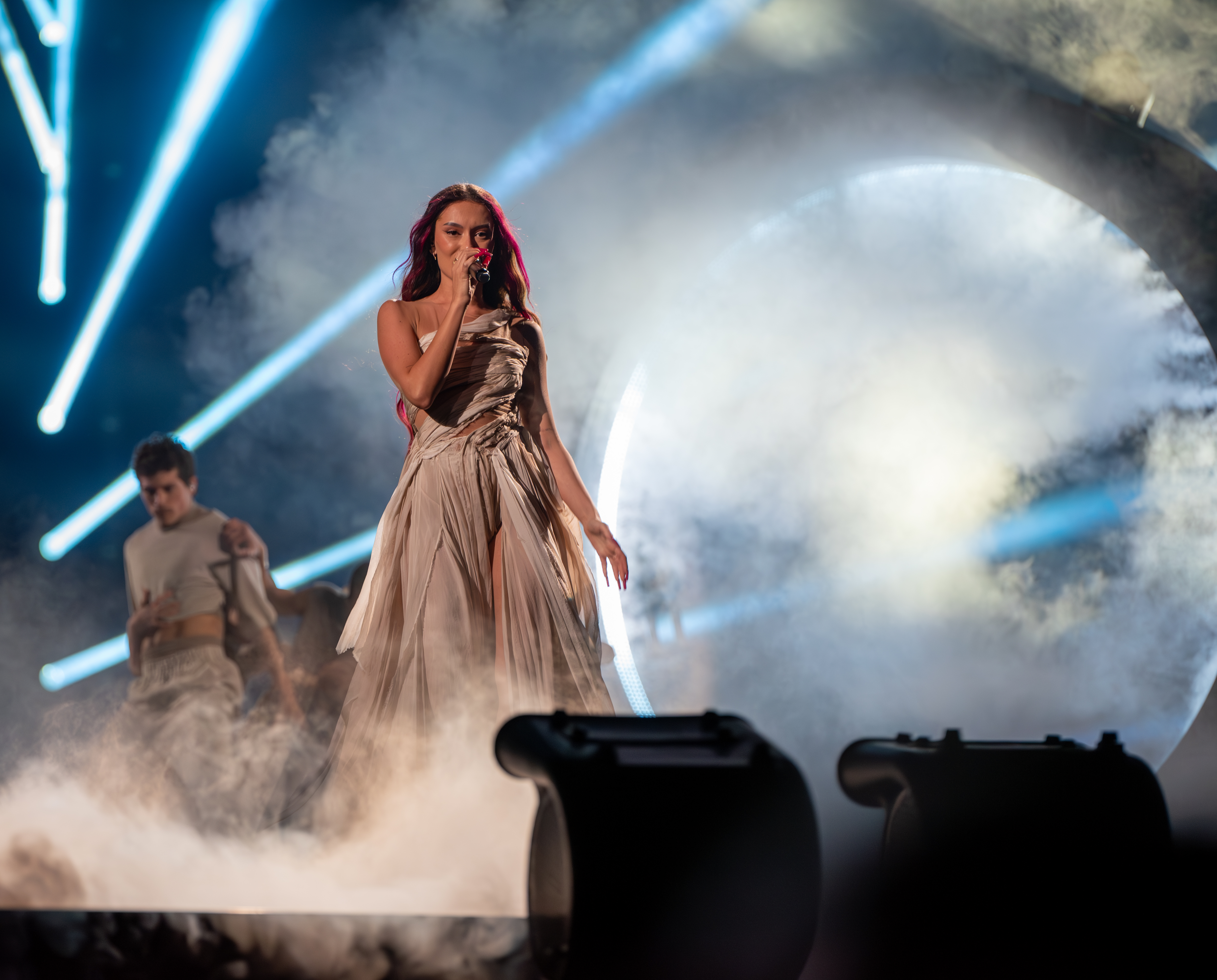
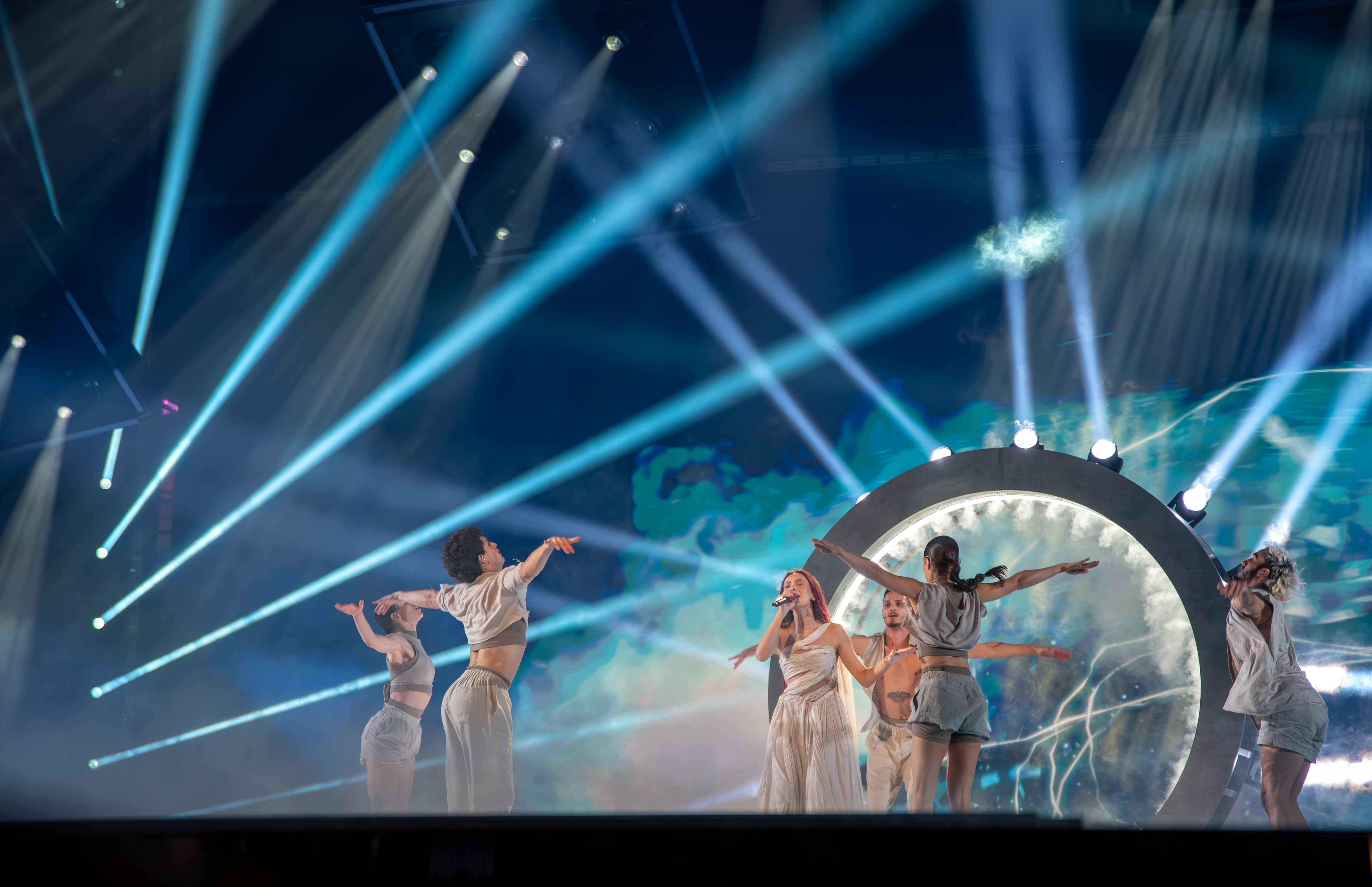
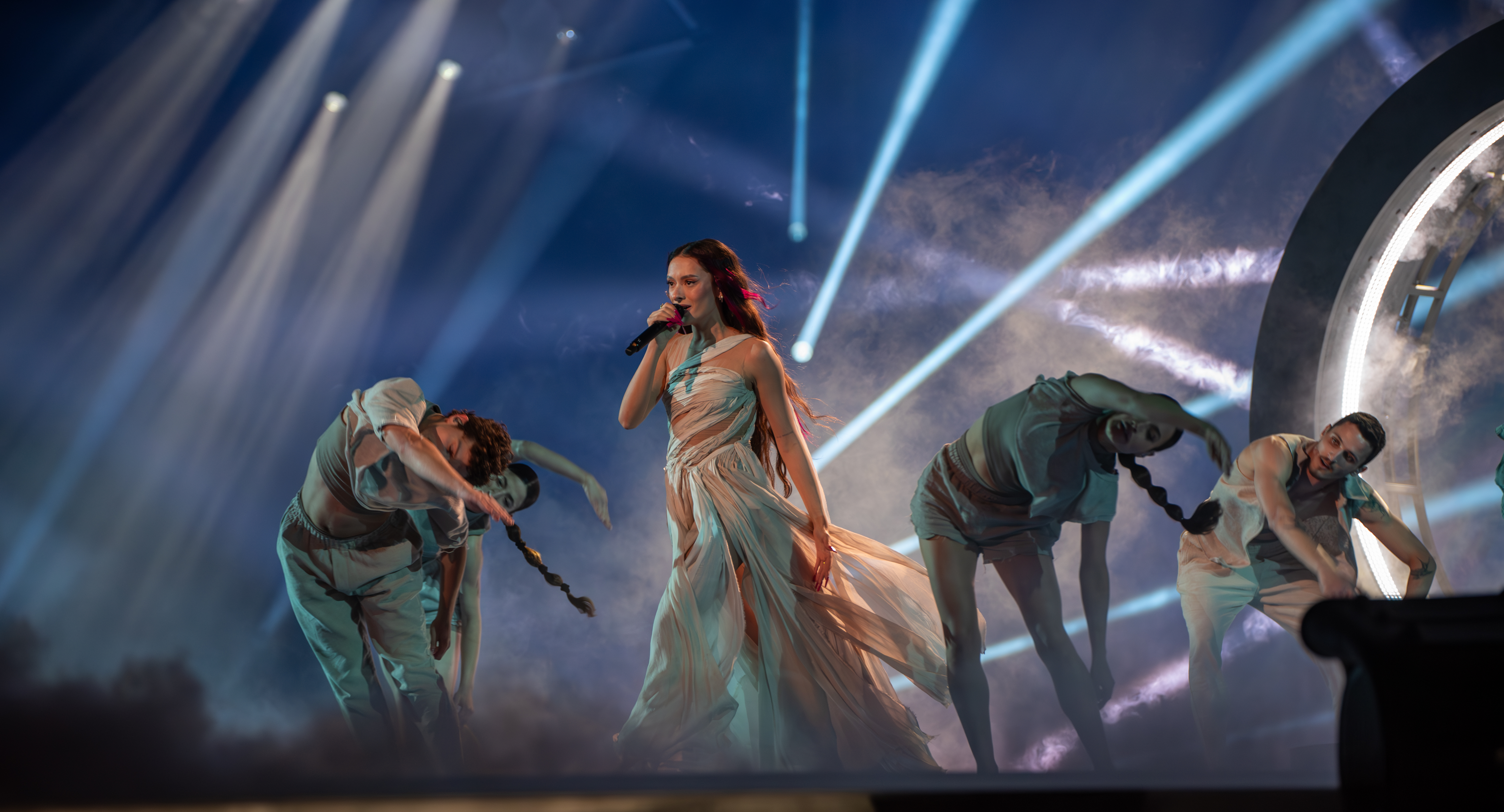

## Сприйняття

### Критика

#### Ізраїльські медіа
Пісня в обох варіантах отримала негативні відгуки місцевих ізраїльських ЗМІ. Ноа Лімоне, авторка ізраїльської газети Haaretz, написала різко негативну рецензію на оригінальну варіацію пісні. Лімоне висміяла її за відсутність «будь-якого суттєвого твердження», заявивши, що: 
«Навіть штучний інтелект має більше душі, ніж ця тарабарщина… було б краще надіслати пісню на кшталт „Harbu Darbu“, тому що в ній принаймні є щось войовниче, мстиве, дехто каже, що расистське, але принаймні чітке». 
Дуді Фатімер з The Jerusalem Post також написав негативну рецензію на пісню «Hurricane», заявивши, що вона «нудна» і «більше підходить для списку відтворення Армійського радіо, ніж [Євробачення]», додавши, що Ґолан слід було додати більше текстів на івриті та те, що «сподівався на пісню, яка зворушить мене, змусить мене почуватися гордим ізраїльтянином… ця пісня справді не йде в цьому напрямку».

Ейнар Шифф, автор Ynet, написав статтю у відповідь на те, що IPBC/Kan змінив свою пісню відповідно до вимог Євробачення та різко розкритикував мовника. Шифф заявив, що «якби фолдинг був спортом, [IPBC/Kan] отримав би ідеальний бал», і що «мистецька свобода» була обміняна на «неминучий політичний і дипломатичний тиск під час війни [і] тиск з боку [Іцхака Герцоґа]». Крім того, Шифф звинуватив мовника в невдалій спробі відмити участь Ізраїлю у війні, написавши:
«Ілюзія, що ми можемо бути маленькою країною у війні, яка завдала десятків тисяч жертв, включно з невинними чоловіками й жіноками та навіть дітьми, які завжди невинні, і все ще ведуть себе так, наче зараз 1999, і вони думають, що можуть діяти з пильністю, а не мудрістю».
Автор у Jerusalem Post Арі Сахер також висловив критику щодо змін, похваляючи оригінальну версію «October Rain» і заявивши, що «те, що було гострим і значущим гі́мном, скорочене до іншої пісні».

#### Медіа, пов'язані з Євробаченням
«Hurricane» отримала схвальні відгуки багатьох учасників Євробачення. Гера Бйорк, представниця Ісландії у 2010 та 2024 роках, заявила ізраїльському фан-сайту Євробачення EuroMix, що вона «любить цю пісню. Це сильна пісня. Це справді так». Представники Кіпру, зокрема учасник 2023 року Ендрю Ламбру та учасниця 2024 року Силія Капсіс, обоє висловили підтримку пісні.
Шайна Вайс порівняла «Hurricane» з піснею Джамали «1944» про депортацію кримських татар з Криму в 1944 році, яка перемогла на Євробаченні 2016 від України. Пізніше Вайс додала: «Я думаю, [Ізраїль] спробував український шлях».
В огляді Wiwibloggs, який містить кілька рецензій від кількох критиків, пісня отримала оцінку 5,9 з 10 балів.

### Заклики до дискваліфікації та ігнорування
Обидва варіанти пісні стикалися з численними закликами дискваліфікувати її з Євробачення 2024, а також попередніми закликами дискваліфікувати самих Ґолан та Ізраїль з початку війни Ізраїлю та Хамас. Багато ЗМІ, пов'язаних з Євробаченням, наприклад Eurovoix and ESC Xtra почали обмежувати висвітлення участі Ізраїлю в конкурсі. Були створені численні петиції, зокрема зі скандинавських країн, із закликом дискваліфікувати Ізраїль до лютого; одній з петицій в Ісландії вдалося зібрати понад 10 000 підписів. Коли пісня «Hurricane» просочилася за кілька годин до її офіційного релізу, Ynet зафіксувала випадки, коли палестинські прихильники закликали дискваліфікувати Ізраїль, а також заявляли про протести на сцені Євробачення, якщо пісні дозволять брати участь у конкурсі. Окрім цього, понад 2000 музикантів у Фінляндії, Ісландії та Швеції підписали відкриті листи із закликом заборонити Ізраїлю участь у конкурсі через війну в Газі, на що у лютому 2024 року близько 400 інших знаменитостей і музикантів підписали лист, який закликав допустити Ізраїль до конкурсу.